# Saša Đuričić
Saša Đuričić (Sarajevo, 1º agosto 1979) è un ex calciatore croato, di ruolo difensore.

## Palmarès

### Competizioni nazionali
- Coppa d'Ucraina: 1

Tavrija: 2009-2010